# Spasoje Krunić
Spasoje Krunić (kyrillisch Спасоје Крунић; * 22. Oktober 1939 in Nikšić, Jugoslawien; † 5. Mai 2020 in Belgrad, Serbien) war ein jugoslawischer bzw. serbischer Architekt und Politiker (SPO).

## Leben
Nach dem Schulabschluss in Obrenovac studierte Spasoje Krunić Architektur an der Universität Belgrad. Nach seinem Studienabschluss 1968 war er als angestellter Architekt für Wohngebäude und öffentliche Gebäude tätig. 1985 machte er sich als Architekt selbstständig. Ab 1995 lehrte er Architektur an der Universität Belgrad, wo er 2000 ordentlicher Professor wurde.
Von 1997 bis 2000 gehörte er der Regierung der Stadt Belgrad an und war zudem Abgeordneter im serbischen Parlament. In der von Oktober 2000 bis Januar 2001 amtierenden Übergangsregierung war er einer der beiden Stellvertreter des serbischen Ministerpräsidenten Milomir Minić. Von 2000 bis 2004 gehörte er dem Parlament von Serbien und Montenegro an. Zeitweise war er Mitglied des Parteivorstandes der SPO.

## Werke

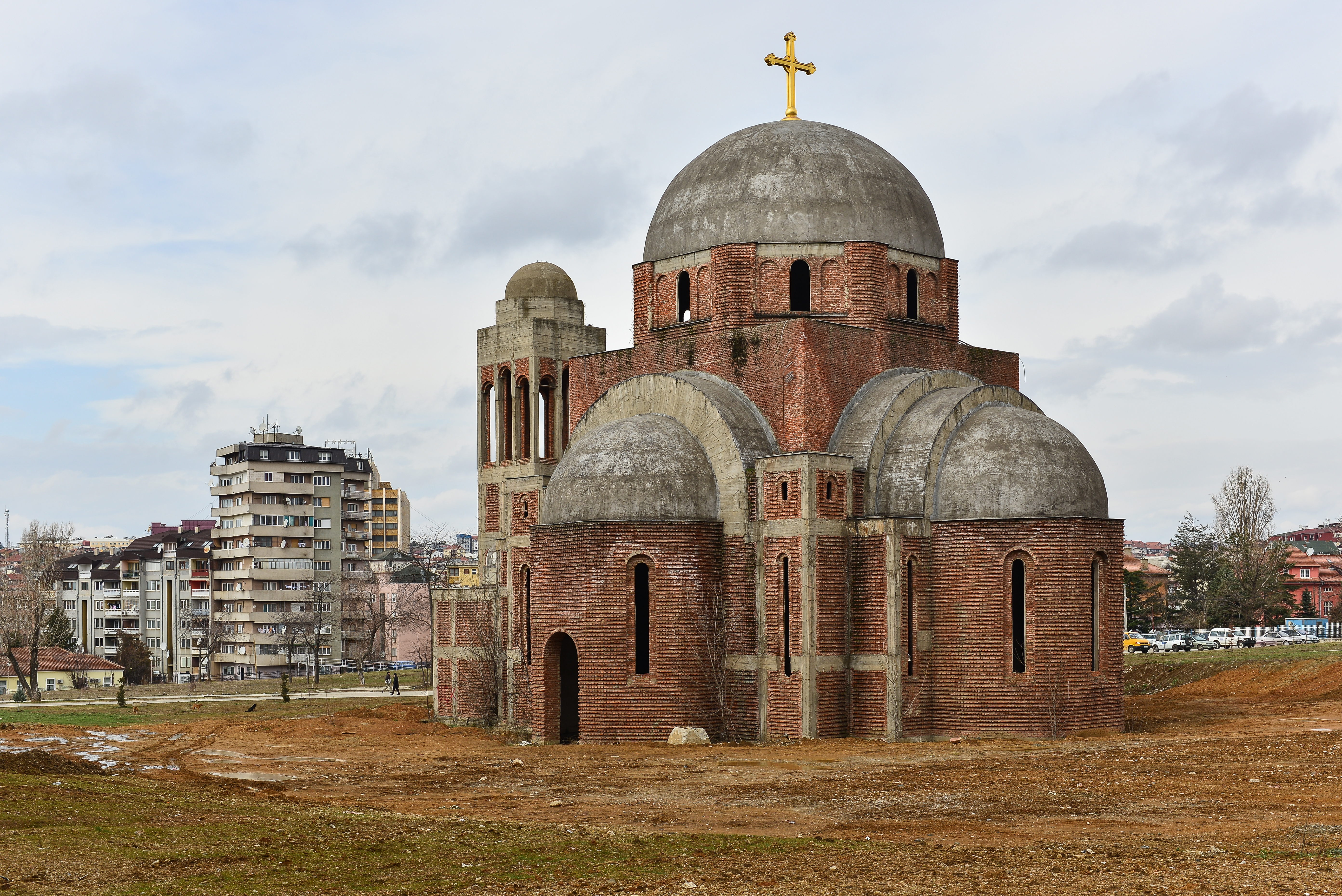
Christ-Erlöser-Kirche (Pristina), Rohbau, Bild von 2013

Zu den von Spasoje Krunić entworfenen Gebäuden gehören unter anderem:
- die Galerie Jovan Popović in Pančevo (1969–1970)
- das Kommando- und Operationszentrum des Innenministeriums in Belgrad (1981–1983)
- (mit Tariq Al Jeda): Präsidentenpalast in Bagdad (1988 Gewinner der internationalen Ausschreibung; wurde nicht realisiert)
- Christ-Erlöser-Kirche (Pristina) (Planung ab 1991, Bau 1995–1999, bisher nicht fertig gestellt)

## Veröffentlichungen
- Eseji o gradu (Essays über die Stadt), 2018